# Pterocephalodes bretschneideri
Pterocephalodes bretschneideri är en tvåhjärtbladig växtart som först beskrevs av Alexander Feodorowicz Batalin, och fick sitt nu gällande namn av V. Mayer och F Ehrendorfer. Pterocephalodes bretschneideri ingår i släktet Pterocephalodes och familjen Dipsacaceae. Inga underarter finns listade i Catalogue of Life.